# Vodafone Deutschland
|  | Dieser Artikel wurde aufgrund wesentlicher Mängel auf der Wartungs- und Qualitätssicherungsseite des Portal:Unternehmen eingetragen. Artikel, die nicht signifikant verbessert werden können, werden gegebenenfalls gelöscht. Bitte hilf mit, die inhaltlichen Mängel dieses Artikels zu beseitigen, und beteilige dich an der Diskussion. |

Die Vodafone Deutschland GmbH mit Sitz in Unterföhring, bis 22. Januar 2021 Vodafone Kabel Deutschland GmbH (VKD), bis 1. September 2015 Kabel Deutschland Vertrieb und Service GmbH (KDG), ist der größte Kabelnetzbetreiber in Deutschland, hervorgegangen aus der ehemaligen Kabel Deutschland Holding AG (KDH). Das Unternehmen ist eine Tochtergesellschaft von Vodafone.

## Geschichte

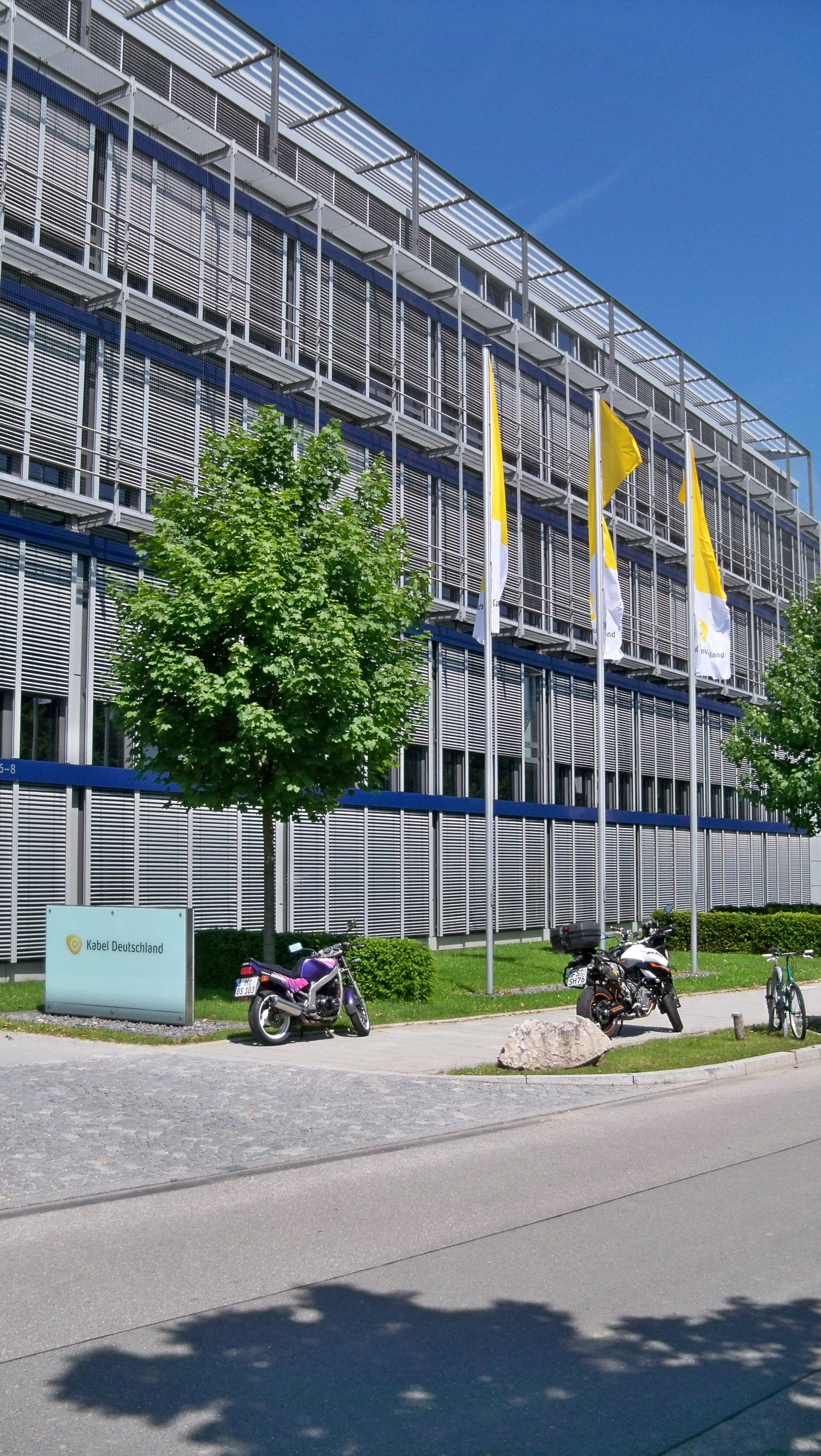
Detailansicht des Unternehmensgebäudes

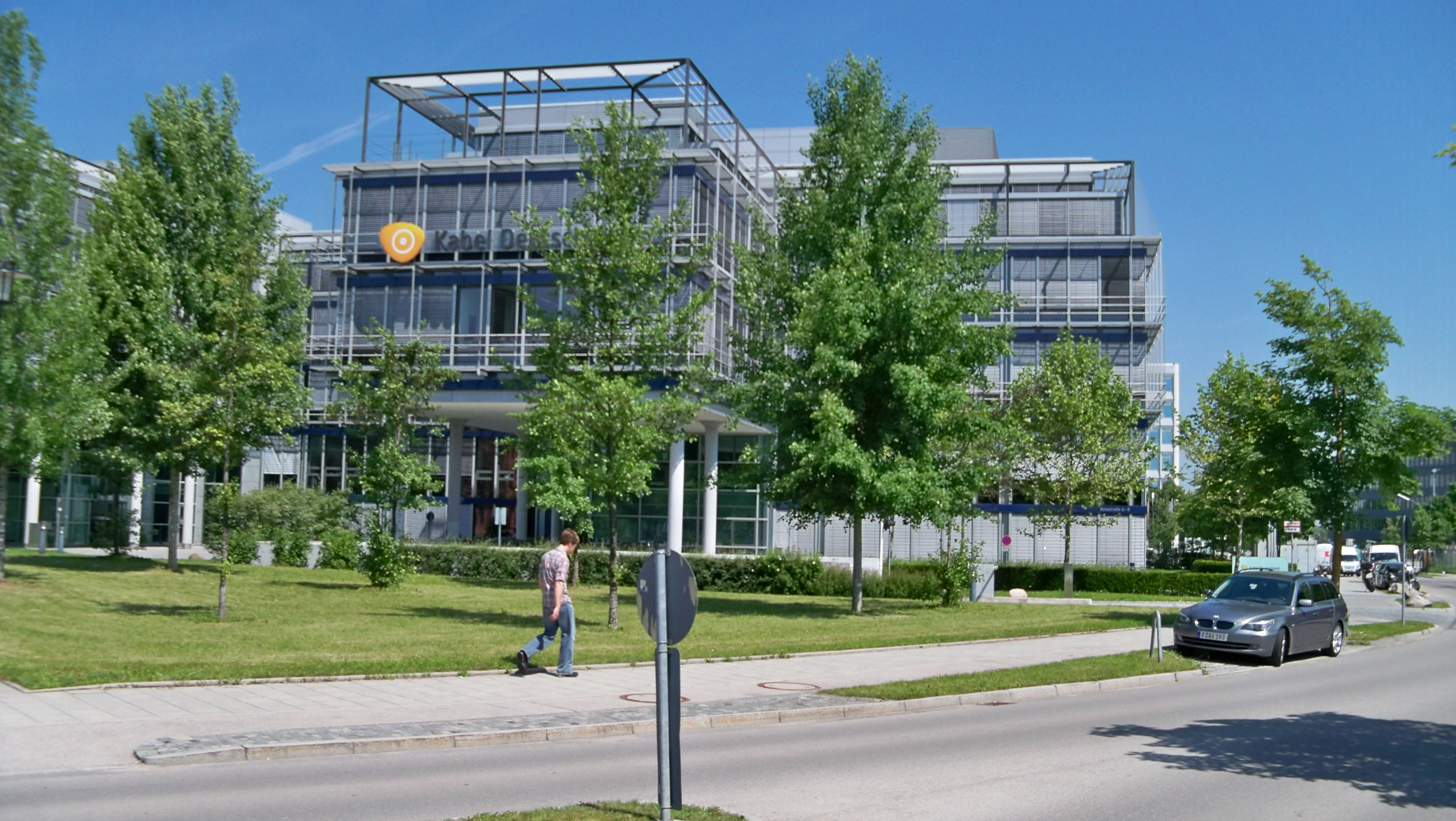
Gesamtansicht des Unternehmensgebäudes

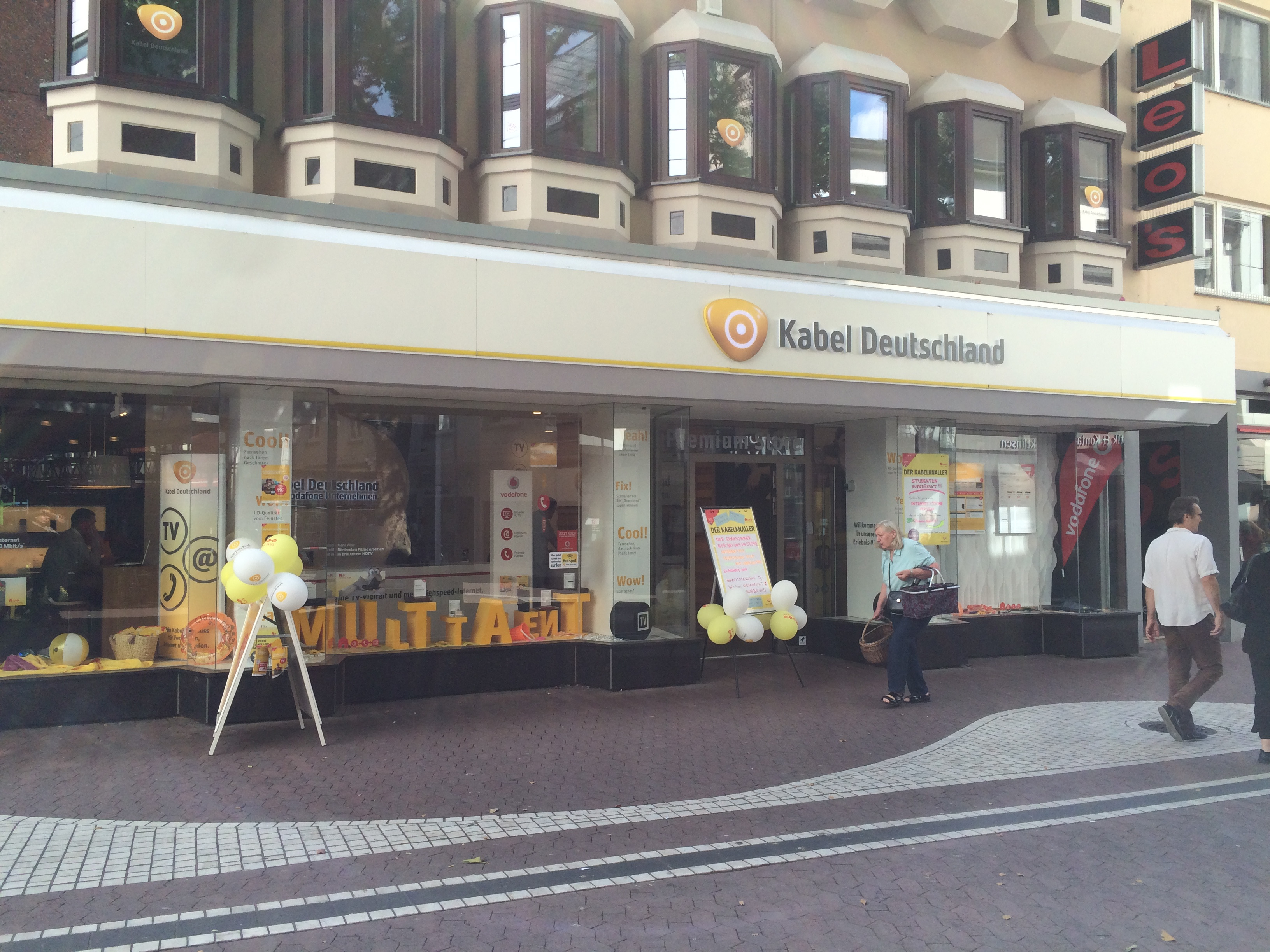
Ehemaliges Kabel Deutschland Ladengeschäft

Ehemaliges Logo von Kabel Deutschland

Das Breitbandkabelnetz in Deutschland wurde ab Anfang der 1980er-Jahre von der Deutschen Bundespost aufgebaut und betrieben. Zur Vorbereitung eines durch regulatorische Vorgaben erzwungenen späteren Verkaufs gliederte die Deutsche Telekom Ende 1999 den gesamten Bereich Breitbandkabelnetze aus ihrem Unternehmen in die neu geschaffene Gesellschaft Kabel Deutschland GmbH (KDG) aus.
Die KDG übernahm die operative Führung des Kabelgeschäfts. In der Folge wurde das Unternehmen in neun eigenständige Regionalgesellschaften aufgeteilt. Diese Regionalgesellschaften sollten einzeln an Investoren verkauft werden. Die Abwicklung des Verkaufs übernahm der ehemals für das Telekommunikationsgeschäft der Deutschen Bundespost verantwortliche Ministerialdirektor Franz Arnold.
Zuerst verkaufte die Deutsche Telekom im Februar 2000 die Kabelnetze der Kabel Nordrhein-Westfalen GmbH & Co. KG (Kabel NRW) in Nordrhein-Westfalen an den US-amerikanischen Investor Richard Callahan. Kabel NRW wurde eine Tochtergesellschaft der Callahan NRW, die wiederum zu 55 % der US-amerikanischen Callahan & Associates und zu 45 % der Telekom-Tochter Kabel Deutschland gehörte.
Als zweite Region wurde die Kabel Hessen an eine Investorengruppe unter der Führung von A. Gary Klesch verkauft. Im September 2001 erwarb die Callahan & Associates auch die Kabelnetze der Kabel BW. So entstanden die (später so neu benannten) regionalen Kabelgesellschaften ish (NRW), iesy (Hessen) und Kabel BW (Baden-Württemberg). Im Juni 2007 wurden ish und iesy unter der einheitlichen Marke Unitymedia zusammengelegt.
Nachdem im Februar 2002 der Verkauf der verbliebenen sechs Gesellschaften an Liberty Media vom Bundeskartellamt untersagt worden war, erwarb im März 2003 eine Investorengruppe aus Apax Partners, Providence Equity Partners und Goldman Sachs Capital Partners die sechs Regionalgesellschaften und bündelte sie in der Kabel Deutschland Gruppe.
2002 waren rund 2400 Mitarbeiter beschäftigt und erzielten einen Umsatz von rund einer Mrd. Euro bei rund 10 Millionen Kunden.
Im Dezember 2003 startete Kabel Deutschland in Berlin mit „Kabel Internet“ ein Pilotprojekt für den breitbandigen Internetzugang über das Fernsehkabel. Im Jahr 2004 folgten vier weitere Städte: Leipzig, Bayreuth, München und Saarbrücken. Ende 2004 wurde der Regelbetrieb aufgenommen und mit der bundesweiten Bereitstellung von Kabel Internet begonnen.
Im Januar 2004 verlegte Kabel Deutschland seinen Unternehmenssitz von Bonn und Berlin nach Unterföhring. Im April 2004 brachte Kabel Deutschland mit Kabel Digital Basic und Kabel Digital Basic Plus zwei digitale Programmpakete für deutschsprachige Abonnenten auf den Markt. Das Startpaket Kabel Digital Basic enthielt eine Kombination von Premiere Start sowie 45 digitalen Radioprogrammen und bietet darüber hinaus Zugang zu den TV-auf-Abruf-Angeboten Premiere Direkt und Premiere Erotik. Kabel Digital Basic Plus umfasste sieben Spartensender E! Entertainment Television, Fashion TV, Kinowelt, Meteos TV, Motors TV, Planet und Trace.TV. Kunden konnten den Kabel-Digital-Receiver DC220KKD des britischen Herstellers Pace für 99,00 Euro erwerben. Am 27. Juli 2004 hat zudem die Bayerische Landeszentrale für Neue Medien (BLM) den elektronischen Programmführer (EPG) von Kabel Deutschland freigegeben.
Im September 2004 startete Kabel Deutschland das Programmpaket Kabel Digital Home mit anfangs zunächst 20 zusätzlichen Programmen, darunter 13th Street Universal und Sci Fi Channel.
Im Februar 2006 übernahm die Investmentgesellschaft Providence Equity Partners die Anteile der bisherigen Mitgesellschafter Apax und Goldman Sachs Capital Partners und hielt danach mehr als 95 Prozent der Anteile. Im März 2010 erfolgte der Börsengang in Frankfurt, insgesamt wurden etwa 34,5 Mio. Aktien ausgegeben und dadurch rund 760 Mio. € eingespielt. Am 21. Juni 2010 wurde Kabel Deutschland in den MDAX aufgenommen, wo sie bis zum 18. Dezember 2015 verblieb.
Im Mai 2012 bestätigte Kabel Deutschland, den Kabelanbieter Tele Columbus für 603 Millionen Euro übernehmen zu wollen. Tele Columbus mit Sitz in Berlin hat rund 1,7 Millionen Kunden. Das Bundeskartellamt stellte aber zu hohe Auflagen, weshalb die Übernahme im Februar 2013 abgesagt wurde.
Zum 30. Juni 2012 stieg die Zahl der Abonnenten des Unternehmens auf rund 13,7 Millionen, darunter machten ein Drittel der Abos die Kombidienste aus Kabelfernsehen, Internet und Telefon aus.
Im Juni 2013 gab der britische Vodafone-Konzern bekannt, dass er den Aktionären von Kabel Deutschland ein Übernahmeangebot vorlegen wolle. Das Vorhaben fand die notwendige Resonanz von 75 Prozent und wurde im September 2013 von der EU-Kommission genehmigt.
Vodafone gab am 14. Oktober 2013 offiziell bekannt, dass man 76,6 Prozent des Aktienkapitals erworben habe. Der Kaufpreis habe 10,7 Milliarden Euro betragen.
Das Ziel von Kabel Deutschland war es nach eigenen Angaben, ein möglichst deutschlandweit flächendeckendes Kabelnetz zu betreiben. Das Bundeskartellamt verhinderte jedoch die Aufkäufe von Konkurrenten der Netzebene 3 und somit ein bundesweites Angebot der KD in diesem Segment. Die Übernahme-Verbote wurden am 7. Oktober 2004 für ish (Dienstleister für Nordrhein-Westfalen), iesy (Dienstleister für Hessen) und Kabel BW (Dienstleister für Baden-Württemberg) ausgesprochen. Kabel Deutschland hatte für diese Aufkäufe insgesamt 2,7 Milliarden Euro eingeplant, nach erfolgreichem Kauf wären 17 Millionen von insgesamt 22 Millionen direkten Kabelanschlüssen in Deutschland versorgt worden.
Ab dem 1. April 2014 bestand zwischen Vodafone und der Kabel Deutschland ein Gewinnabführungs- und Beherrschungsvertrag. Kabel Deutschland verlor somit seine Unabhängigkeit und war nun eine Tochter von Vodafone geworden. Beide Marken und Unternehmen blieben zunächst unabhängig voneinander bestehen und wurden weitergeführt. Laut einer gemeinsamen Internetseite waren die Produkte des jeweils anderen Unternehmens in dessen eigenen Shops verfügbar und die Netze würden allmählich Stück für Stück zusammenwachsen, um Synergieeffekte zu schaffen. Vodafone kündigte an, die Marke Kabel Deutschland langfristig nicht mehr gegenüber Endkunden zu verwenden und ab September 2015 den Namen von Kabel Deutschland Vertrieb und Service GmbH in Folge des Zusammenschlusses in die Vodafone Kabel Deutschland GmbH umbenennen.
Die Kabel Deutschland Holding existierte temporär noch als börsennotierte Holding unter altem Namen und Logo weiter. Am 3. September 2015 wies der Mutterkonzern Vodafone die Gesellschaft an, binnen eines Jahres das Delisting der Aktien vom regulierten Markt Prime Standard der Frankfurter Wertpapierbörse zu beantragen. Zum 21. Dezember 2015 wurde die Aktie aus dem MDAX genommen.
Der Umsatz der KD lag im Geschäftsjahr 2014/15 (zum 31. März 2015) nach IFRS bei 2.020,7 Millionen Euro (Vorjahr 1.900,2). Der Gewinn betrug in diesem Zeitraum 238,9 Millionen Euro (gegenüber 68,2 Mio. Euro Verlust im Vorjahr) und der durchschnittliche Umsatz pro Kunde (ARPU) betrug 18,34 Euro im Monat (Vorjahr 17,11). Die KD versorgte zum Stichtag 8,308 Millionen angeschlossene Haushalte (Vorjahr: 8,344). Davon waren 2,526 Millionen Premium-TV-Abonnements (Vj.: 2,302) und 5,175 Millionen Internet- und Telefon-Kunden (Vj.: 4,309).
Im Geschäftsjahr 2017/18 lag nach Angaben von Vodafone der Umsatz im Bereich Kabel bei 2,41 Milliarden Euro.
Im Dezember 2020 wurde bekannt, dass Vodafone seinen Anteil auf über 90 % erhöhen möchte. Mit diversen Anteilseignern war man bereits handelseinig. Ziel war es jedoch, Kabel Deutschland ganz zu übernehmen.
Mit der zusätzlichen Übernahme von Unitymedia musste sich Vodafone zu einer Öffnung des Kabelfernsehnetzes verpflichten. Seit 2021 vertreibt Telefónica Deutschland unter der Marke O2 neben Vodafone und Eazy auch Produkte über das Kabelfernsehnetz. Eazy ist die Billigmarke von Unitymedia und wurde von Vodafone mit übernommen, wobei Eazy weiterhin und ausschließlich die Connect-Box anbietet. Vodafone verwendet u. a. die Vodafone-Station.
Im März 2023 leitete die Vodafone Vierte Verwaltungs AG das verschmelzungsrechtliche Squeeze-Out bei der Kabel Deutschland Holding AG ein, das Unternehmen wurde dabei am 15. Oktober 2023 vollständig mit der Vodafone Deutschland GmbH verschmolzen.
Das Unternehmen fungiert heute als Netzbetreiber für das größte Kabelnetz in Deutschland und versorgt rund 8,3 Millionen Haushalte mit Kabelanschlüssen in allen Bundesländern mit Ausnahme von Hessen, Nordrhein-Westfalen und Baden-Württemberg, welche die Vodafone West GmbH, ehemals Unitymedia, übernimmt. Mit den Kabelfernsehanschlüssen werden Angebote für hochauflösendes (HD) und digitales (SD) Fernsehen vertrieben, sowie Video-on-Demand und Pay-TV-Angebote. Über den Kabelanschluss bietet das Unternehmen Breitband-Internet-Anschlüsse (bis zu 1 Gbit/s), WLAN-Dienste und Festnetz-Telefonanschlüsse über Breitbandkabel (Next Generation Network; NGN) an.
Durch Beendigung des Nebenkostenprivileg für den Kabelfernsehanschluss zum 30. Juni 2024 wurde ein Quasimonopol abgeschafft, wodurch dem Unternehmen eine wichtige Einnahmequelle entfällt.

## Kabelnetz
Die KD war mit ihren sechs Regionen in insgesamt 13 Bundesländern als Anbieter von Produkten über das Kabelnetz vertreten. Von den 15,3 Millionen anschließbaren Haushalten (Homes passed) waren 8,7 Millionen angeschlossen (Homes connected). Von diesen Kunden wurden rund ein Drittel direkt, die anderen zwei Drittel der Kunden wurden über andere Netzebene-4-Betreiber und Wohnungswirtschaftsunternehmen versorgt.
Das Netz der KD war bis 2011 kein zusammenhängendes Netz, sondern bestand aus vielen kleineren Kabelinseln. Das TV-Signal wurde zum Stichtag 31. März 2011 an 882 Stellen, den Kabelkopfstellen, in das Netz eingespeist.
Im Laufe der Jahre 2010 und 2011 wurde schließlich durch KD ein zusammenhängendes Glasfaser-Backbone aufgebaut. An dieses wurden sukzessive die allermeisten Netze der KD angeschlossen. Damit dies möglichst kostengünstig vonstattengehen konnte, wurden zudem zahlreiche kleinere, bislang komplett eigenständige Ortsnetze an die großen Glasfasersterne gehängt. Dadurch wurden etwa 98 Prozent der Haushalte von KD über das Backbone versorgt. Die restlichen Netze, die nicht am Backbone angeschlossen waren, wurden weiterhin dezentral über Satellit gespeist.
Nach Abschluss dieser Maßnahmen konnte im Februar 2012 schließlich die Ausstrahlung der KD-Pakete über Astra 23,5°Ost, über den die Programme bis dahin zu den einzelnen Kopfstationen zugeführt wurden, eingestellt werden.
| Einrichtung                                         | Anzahl August 2007 | Anzahl März 2014                                                 |
| --------------------------------------------------- | ------------------ | ---------------------------------------------------------------- |
| Playoutcenter (POC)                                 |                    | 2 in Frankfurt-Rödelheim und als Backup in Kirchheim bei München |
| Breitband-Zugangsserver (Point of Presence)         |                    | 24                                                               |
| Master-Kopfstationen                                | 52                 |                                                                  |
| Kopfstationen mit CMTS                              | 738                |                                                                  |
| Point of Presence (PoP) für TV in den Kopfstationen |                    | 116                                                              |
| Point of Presence (PoP) für Internet & Telefon      |                    | 289                                                              |
| Hubs                                                | 2000               | 1900                                                             |
| Verstärker                                          | 134.000            | 135.000                                                          |
| Splitter und Kabelabzweiger                         | 2.200.000          | 2.200.000                                                        |
| Hausübergabepunkte                                  | 4.200.000          | 4.300.000                                                        |
| Kabellänge                                          | 261.000 km         | 266.000 km                                                       |
| Kabelrohre                                          | 31.400 km          | 31.400 km                                                        |

## Produkte und Vertrieb

### Technische Voraussetzungen

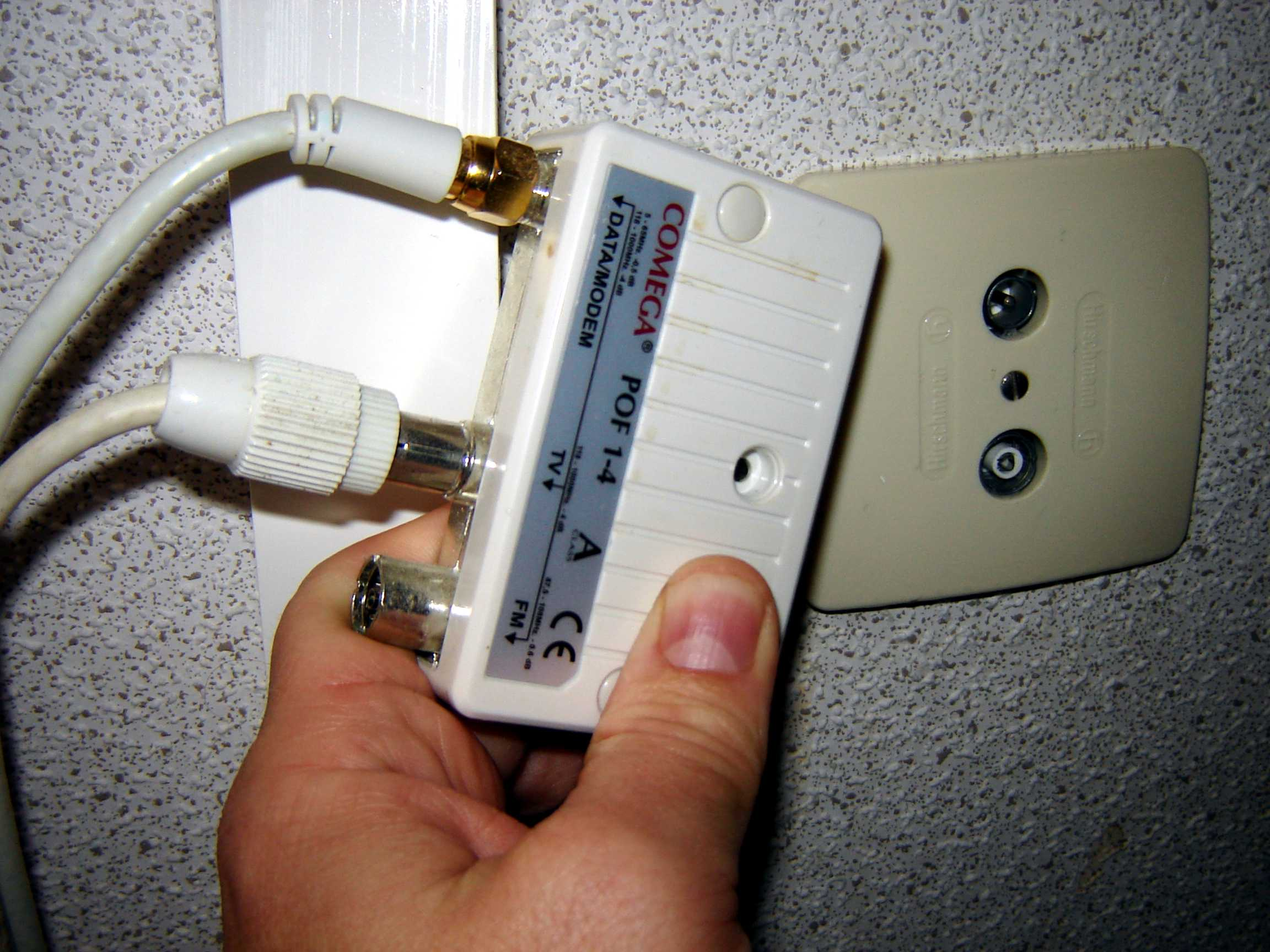
Ein Kabelanschluss mit herkömmlicher Antennendose erfordert einen zusätzlichen Aufsteckadapter mit Filter für den Breitband-Internetzugang mit einem Kabelmodem.

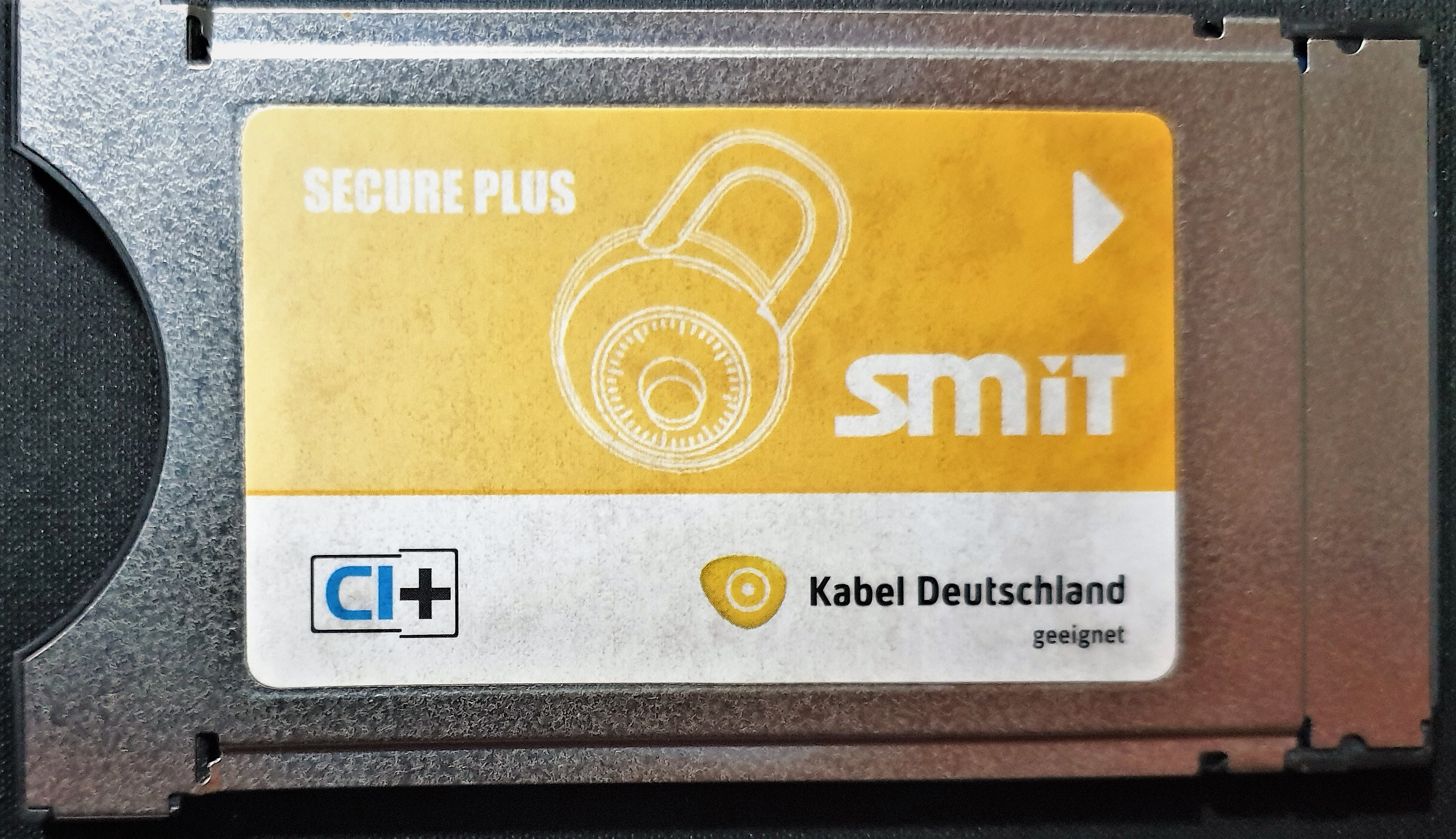
Ein CI+ von SMiT in Verbindung mit Smartcards für TV-Geräte

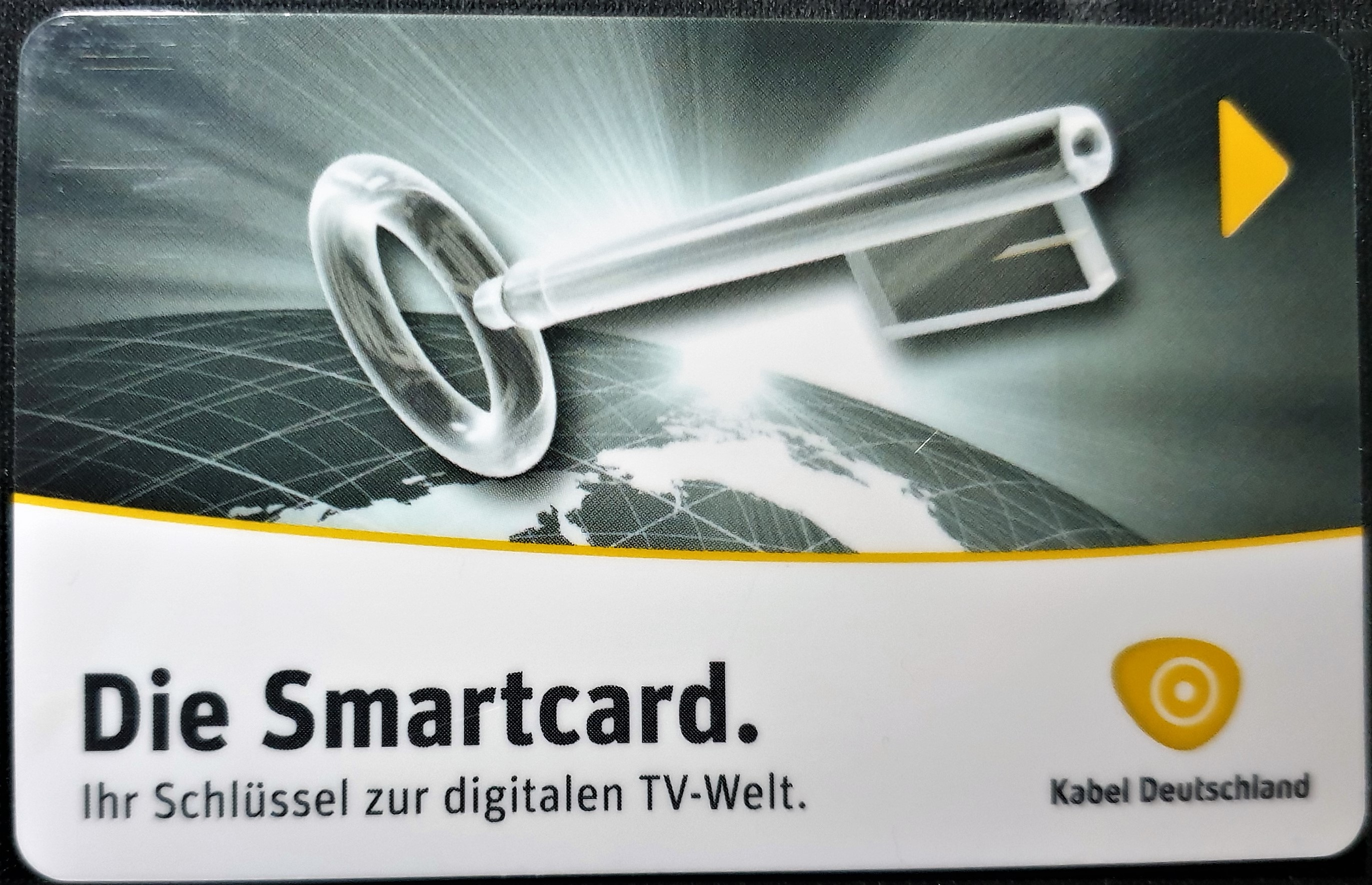
Beispiel einer Smartcard von Kabel Deutschland von 2012 für TV-Geräte mit CI+ Modul oder direkt im Receiver. Die seit 2018 ausgegebenen Giga TV-Boxen haben die Zugangsberechtigung integriert und benötigen keine Smartcards.

Das Unternehmen stellte hierzu folgende Komponenten zur Verfügung:
- eine Multimediadose (MMD) mit drei Anschlüssen für Fernsehen, Radio und Datenkommunikation oder einen entsprechenden Adapter.
- für Internet & Telefon: ein spezielles Kabelmodem (bspw. Fritz!Box), das die Verbindung vom Computer zu Kabelnetz und Internet herstellt sowie ggf. einen MTA (Multimedia Terminal Adapter), der das Telefonieren über das Fernsehkabel ermöglicht. Dieser ist bereits heute in einem Kabelmodem integriert.
- für Digitalfernsehen (DVB-C) je nach Produkt (bspw. für HD-Programmangebote): entweder ein Video-on-Demand-fähiger HD-Receiver, ein kabeltauglicher Digitaler HD-Video-Recorder (HD-DVR), ein CI+ Modul oder ein kabeltauglicher Digitalreceiver (ggf. im Fernsehgerät bereits integriert) sowie eine Smartcard zum Entschlüsseln der digitalen Signale der privaten Programme sowie Pay-TV-Angeboten der Fernsehstationen.

### Fernsehen und Radio

#### Analoges Kabelfernsehen
Der analoge Kabelanschluss (PAL) von Kabel Deutschland bot bis zu 32 Free-TV-Sender an. Diese waren im Fernsehanschlusspreis bereits enthalten und unverschlüsselt empfangbar. Die Programme wurden meist durch Werbung oder Rundfunkgebühren finanziert.
Seit Anfang August 2018 bis Ende März 2019 schaltet Vodafone Kabel Deutschland allerdings alle analogen TV- und Radioprogramme sukzessive ab, sodass ab dann nur noch digitale Programme im Kabelnetz übertragen werden.

#### Digitales Kabelfernsehen

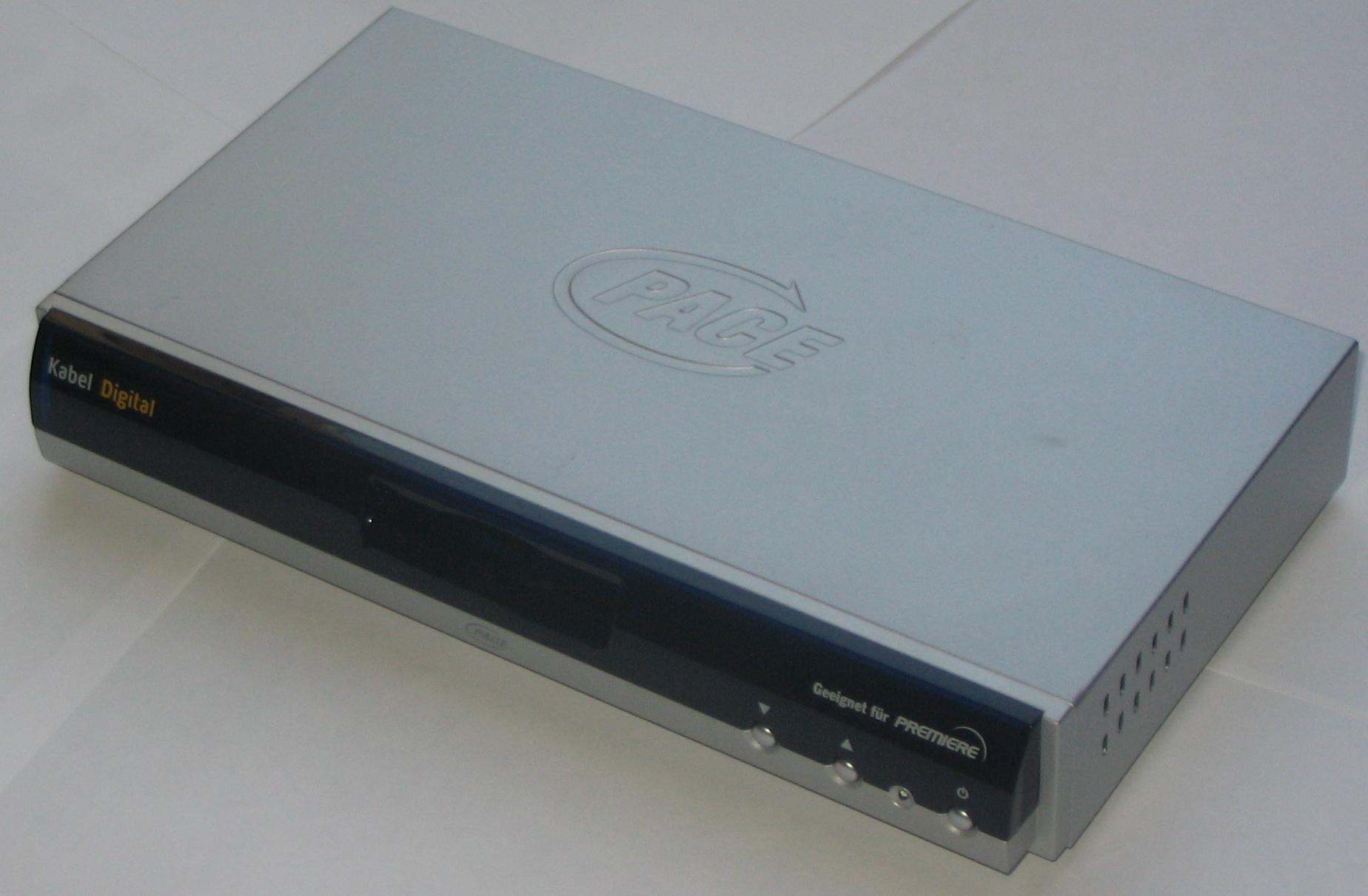
Der erste seit 2004 von Kabel Deutschland angebotene Kabel-Digital-Receiver DC220KKD des britischen Herstellers Pace

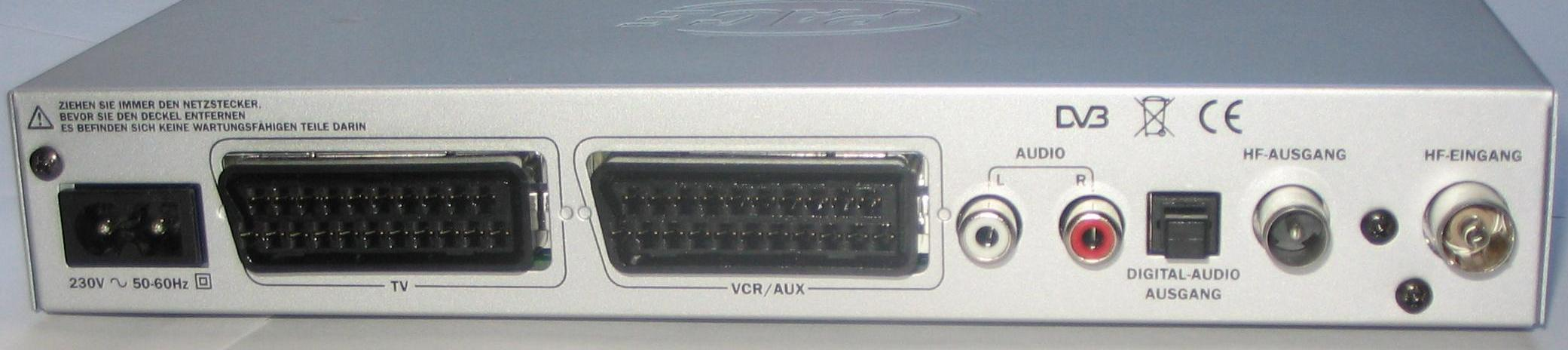
Die Rückseite des Kabel-Digital-Receivers DC220KKD mit erkennbaren Anschlüssen

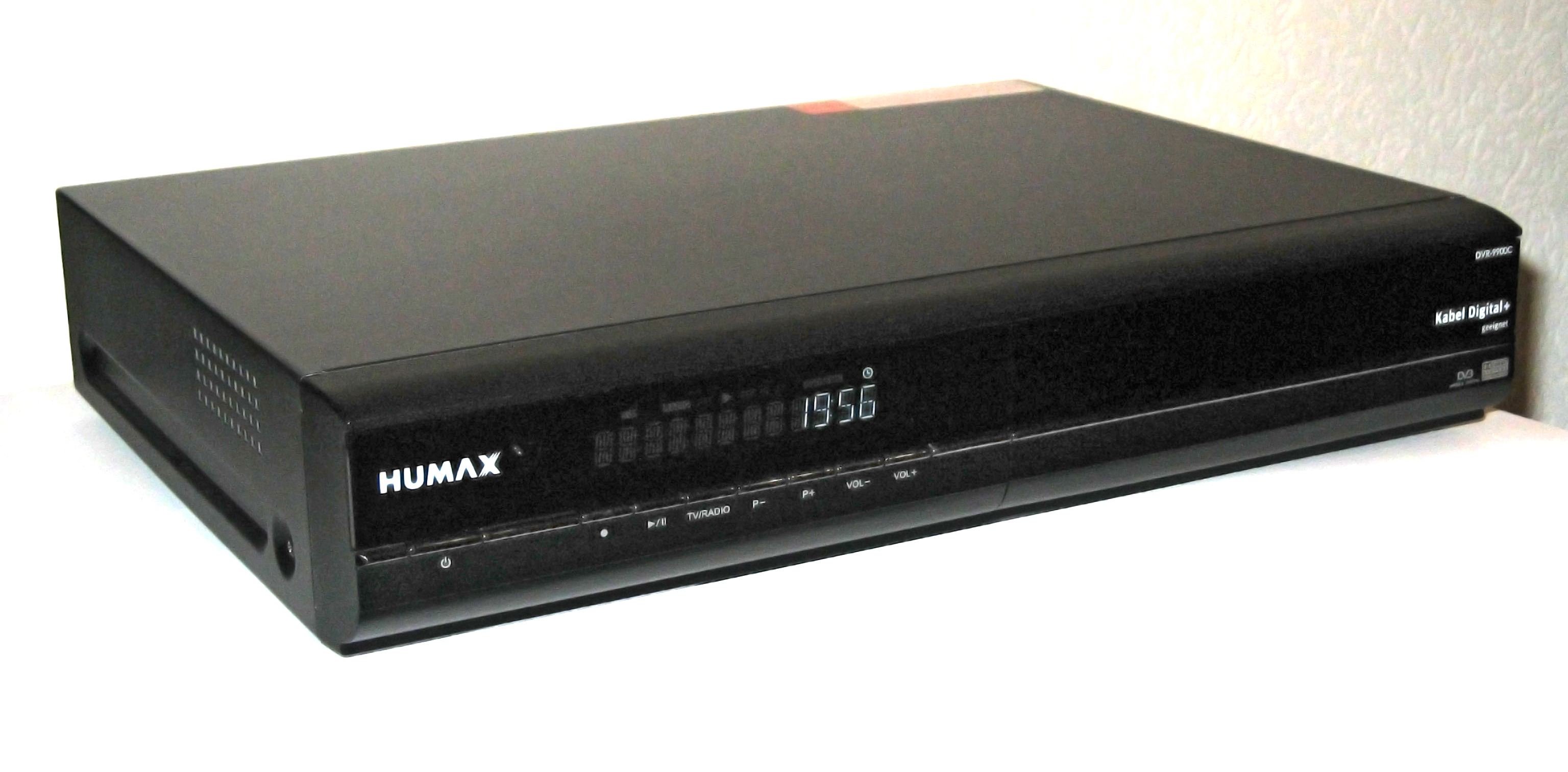
Von 2007 bis 2010 wurde der Receiver Humax DVR-9900C eingesetzt

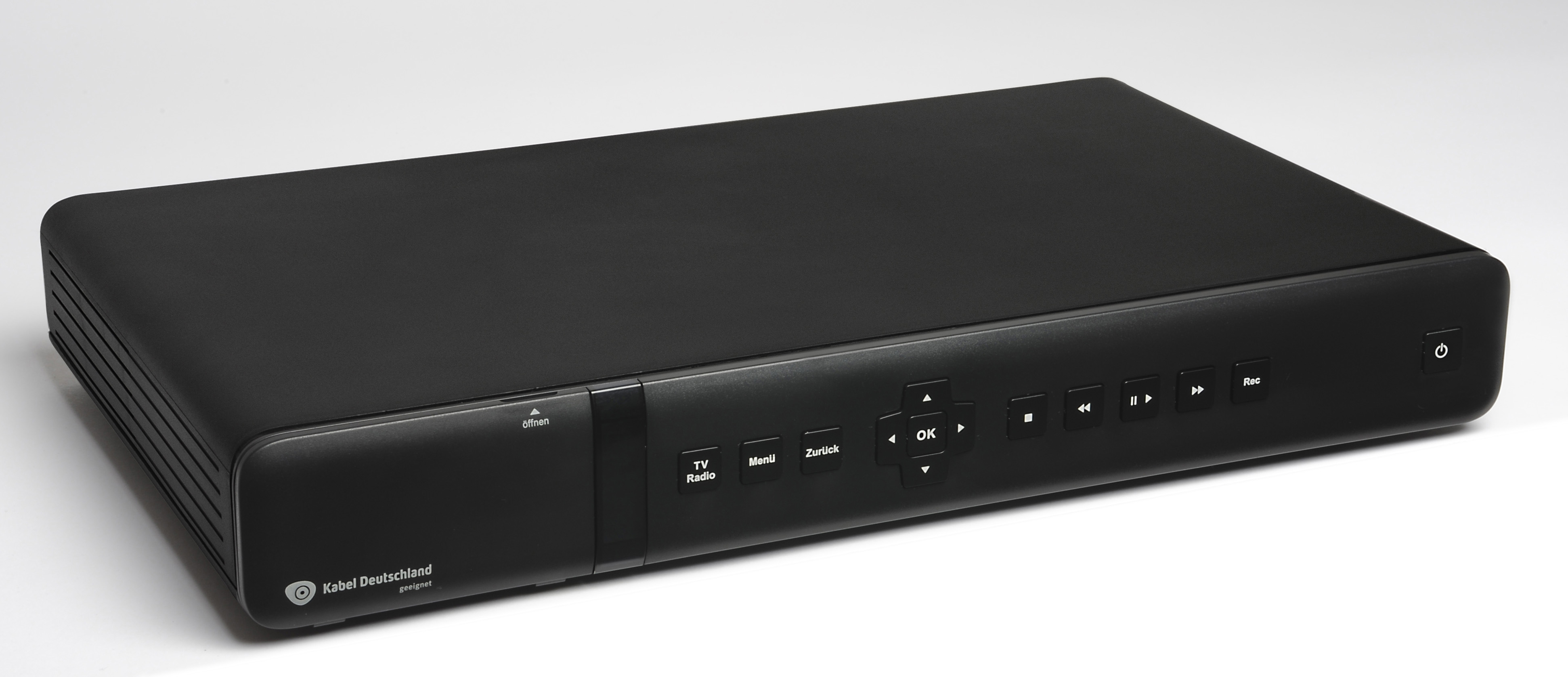
Der HD-DVR (mit integriertem HD-Receiver) RCI88-320 KDG von Sagemcom Broadband SAS

Heute wird ausschließlich die digitale Übertragung DVB-C über Antennenkabel angeboten. Das neue für Triple Play an einer einzigen Dose geeignete DVB-IPTV wird nicht unterstützt. Der SD-Empfang von Standard Definition Television (SDTV) umfasst bis zu 100 TV-Programme und bis zu 70 digitale Radioprogramme. 17 öffentlich-rechtliche HD-Programme, darunter Das Erste HD, ZDF HD und Arte HD, sowie die Shopping-Sender QVC HD, HSE24 HD und 1-2-3.tv HD sind bei einem vorhandenen HD-Receiver auch ohne HD-Paket frei empfangbar.
Kabel Deutschland bietet zudem acht zubuchbare Fremdsprachenpakete mit aktuellen Nachrichten, Sport, Filmen, Serien sowie Shows und Unterhaltung an. Die Pakete sind als Zusatzoption zu allen bestehenden Programmpaketen in den Sprachen Englisch, Türkisch, Griechisch, Italienisch, Polnisch, Portugiesisch, Russisch und Spanisch erhältlich.
Hochauflösendes Kabelfernsehen
Neben dem Digitalfernsehen in Standardauflösung (SDTV) wird auch der HD-Empfang von hochauflösenden TV-Programmen (High Definition Television; HDTV) angeboten. In fünf verschiedenen TV-Paketen (Vodafone Basic TV, Vodafone TV, Vodafone GigaTV, HD Premium und HD Premium Plus) sind HD-Programme buchbar. Für Neukunden von Kabelanschlüssen ist zudem TV Connect erhältlich, was den Kabelanschluss darstellt.
Für den Empfang können vorhandene Endgeräte zum Empfang genutzt werden oder zusätzlich ein Digitaler HD-Receiver, ein Digitalen HD-Video-Recorder (HD-DVR) oder ein CI+ (CI Plus)-Modul für geeignete HDTV-Fernseher zur Nutzung hinzugebucht oder gekauft werden. Ein HD-Video-Recorder (HD-DVR) ist nur über eines der Vodafone TV – Pakete erhältlich. Der HD-DVR ist ausgerüstet mit einer 320-GB- oder 1000-GB-Festplatte für zeitversetztes Fernsehen (Time-Shift) und Parallel-Aufnahmen von bis zu drei Programmen sowie ein optionaler Zugang zum Angebot Select Video. Der digitale HD-Videorecorder ist über die seit Mai 2012 in den Tarifen enthaltene Software des Kabel Deutschland Programm Managers jederzeit aus dem Internet oder über eine Smartphone-App online programmierbar.
Pay-TV-Angebot von Sky Deutschland

Neben dem eigenen Pay-TV-Angebot von Kabel Deutschland ist auch ein eingeschränktes Angebot von Sky Deutschland verfügbar. Die Pay-TV-Angebote von Kabel Deutschland und Sky Deutschland sowie die digital übertragenen Privatsender wurden bis auf Sky Sport News nur verschlüsselt eingespeist, es wird pro Endgerät eine kostenpflichtige, registrierte Smartcard benötigt.
 Pay-per-View (bis 2011)

Ehemaliges Logo von Select Kino

Der Pay-per-View-Dienst („Film auf Abruf“) Select Kino und redXclub bot Filmtitel zum Bestellen per Internet, Telefon und SMS an. Ein Abonnement war nicht erforderlich. redXclub bot mit den Diensten redXclub Movies und redXclub Special Erotikfilme auf Abruf an. Jeder Film kostete sechs Euro und es bestand auch hier kein Abonnement. Select-Kino-Kanäle waren nach der Kanalumbelegung, im Zuge des Einspeisens des flächendeckenden öffentlich-rechtlichen HD-Fernsehens, nur noch in ausgebauten Hausnetzen über 470 MHz empfangbar. Beide Dienste Select Kino und redXclub wurden zum 31. August 2011 eingestellt bzw. in das Nachfolgeangebot Select Video eingebunden.
Video-on-Demand (seit 2011)

Seit März 2011 wird das Video-on-Demand-Angebot Select Video schrittweise eingeführt. Filme, Serien und TV-Sendungen und diverse Gratisinhalte (engl.: „CatchUps“) verschiedener Free- und Pay-TV-Sender können unabhängig von einer Sendezeit abgerufen werden. Im Juni 2012 war das Angebot für Kabelkunden in Berlin, Hamburg, München, Rostock und Wismar erhältlich, inzwischen ist dies in etwa 80 Prozent der Kabelhaushalte der Fall. Für die Nutzung des Dienstes ist ein digitaler HD-Receiver oder ein HD-Video-Recorder mit WLAN-Adapter und ein Internetanschluss (IP) mit mindestens 6.000 KBit/s Empfangsdatenrate nötig. Über das Internet wird aber nur die Anzeige des Filmkatalogs und Befehle wie Vor- und Zurückspulen realisiert. Die Übertragung erfolgt wie beim normalen Fernsehprogramm über das Kabelnetz (DVB-C). Rund die Hälfte aller Spielfilme können bei Select Video wahlweise auch in der Originalversion angeschaut werden. Inhalte kosten zwischen 0,99 Euro bis zu 6 Euro und werden über die Kabelabrechnung beglichen. 2011 waren rund 2.500 Stunden Programm auf Abruf wählbar, davon standen rund 60 Prozent der verfügbaren Inhalte auch einer HD-Auflösung zur Verfügung.
Radio

Viele Hörfunk-Programme sind im Kabelanschluss enthalten, ohne dass weitere Kosten entstehen. Es wurden je nach Region noch bis spätestens Ende März 2019 verschiedene Radiosender als analoges UKW-Signal in das Kabel gespeist (VHF-Band II). Diese konnten mit jedem UKW-Radiotuner mit Antennenanschluss empfangen werden.
Darüber hinaus werden mittels DVB-C alle ARD-Hörfunk-Programme sowie Programme von Deutschlandradio, die wichtigsten privaten Radiosender und je nach Region die meisten Lokalradiosender unverschlüsselt im Kabelnetz übertragen. Weitere verschlüsselte Radioprogramme werden durch die diversen TV-Programmpakete freigeschaltet. DAB sowie den Nachfolgestandard DAB+ werden nicht in das Kabelnetz eingespeist.
Grundverschlüsselung

Kabel Deutschland hat für die digital ausgestrahlten Programme ursprünglich eine Verschlüsselung eingerichtet, bei der sämtliche Sender – auch rein werbefinanzierte – verschlüsselt werden und nur durch eine wiederkehrend kostenpflichtige Smartcard für jedes einzelne Empfangsgerät empfangen werden können. Bezeichnet wird das Ganze als Grundverschlüsselung, wobei es sich jedoch eigentlich um ein System handelt, bei dem per Satellit ausgestrahlte Programme aufgrund von Senderechten nur in einzelnen Ländern empfangbar sein sollen – hierbei werden entsprechende Smartcards gegen einmalige Kosten abgegeben.
Bereits seit der Anfangszeit wurde dieses System jedoch dadurch geschwächt, dass sämtliche öffentlich-rechtlichen Sender ohne eine solche Einschränkung eingespeist werden müssen. Ende 2012 verpflichteten sich darüber hinaus im Zuge einer Entscheidung des Bundeskartellamtes die beiden großen Medienkonzerne RTL Group und ProSiebenSat.1 Media AG, ihre Programme in SD-Qualität mindestens 10 Jahre lang unverschlüsselt verfügbar zu machen. Verbraucherschützer übten zudem massive Kritik an der Grundverschlüsselung für private Digitalsender, die Kabel Deutschland als einziger Kabelnetzbetreiber bis zum 3. April 2013 aufrechterhalten hat, obwohl das Bundeskartellamt freie Empfangbarkeit für die digitalen SD-Programme von ProSiebenSat1 und RTL forderte. Aufgrund dessen wurde am 3. April 2013 die Grundverschlüsselung für die SD-Versionen der Sender RTL, RTL II, Super RTL, VOX, RTL Nitro, n-tv (alle RTL Group), Sat.1, ProSieben, kabel eins (alle ProSiebenSat.1 Media AG) sowie den unabhängigen Privatsender Sport1 aufgehoben. Die zu diesem Zeitpunkt frei empfangbaren Sender (inklusive der öffentlich-rechtlichen) vereinen einen gemeinsamen Marktanteil von über 90 Prozent; keiner der noch fehlenden erreicht einen von mehr als 1 Prozent.
Zum 2. Mai 2013 folgten praktisch alle weiteren deutschsprachigen SD-Sender sowie der internationale Nachrichtensender CNN International. Aus der „Grundverschlüsselung“ ist dabei ein Basispaket des Bezahlfernsehens bestehend aus einem kleinen deutschsprachigen Sender (Sonnenklar TV), diversen internationalen Nachrichtensendern und (seit April 2013 damit zusammengelegt) den HD-Versionen von etwa zwei Dutzend deutschsprachiger Sender geworden. Auch von diesen sind diverse per Astra-Satellit frei empfangbar.
Kabel Deutschland hat Revision gegen die Entscheidung des Kartellamtes beim Oberlandesgericht Düsseldorf eingelegt. Zudem wurde kritisiert, dass der Konzern die neuen digitalen HD-Programme der öffentlich-rechtlichen Sender (z. B. 3sat HD, BR HD, ZDFneo HD usw.) nicht in ihre Netze eingespeist hat. Die Verbraucherzentrale Rheinland-Pfalz sah in beiden Fällen eine massive Benachteiligung der Kabel-Deutschland-Kunden und riet, falls möglich, auf Satellitenempfang oder IPTV umzusteigen. Mittlerweile hat Kabel Deutschland angekündigt, einen Großteil der fehlenden öffentlich-rechtlichen HD-Sender ab 3. April 2014 unverschlüsselt ins Netz einzuspeisen.
Im Laufe des Jahres 2013 wurde die bisherige Grundverschlüsselung weitgehend abgeschafft und so ein aus etwa 60 (mit leichten regionalen Unterschieden) Programmen bestehendes für alle Kabelkunden empfangbares Angebot geschaffen. Hierzu gehören auch einige englischsprachige Nachrichtensender und die HD-Versionen von Das Erste, ZDF und Arte sowie seit 2014 von weiteren öffentlich-rechtlichen Sendern. Dazu kommen sämtliche (70) öffentlich-rechtlichen Radiosender.

### Internet und Telefonie

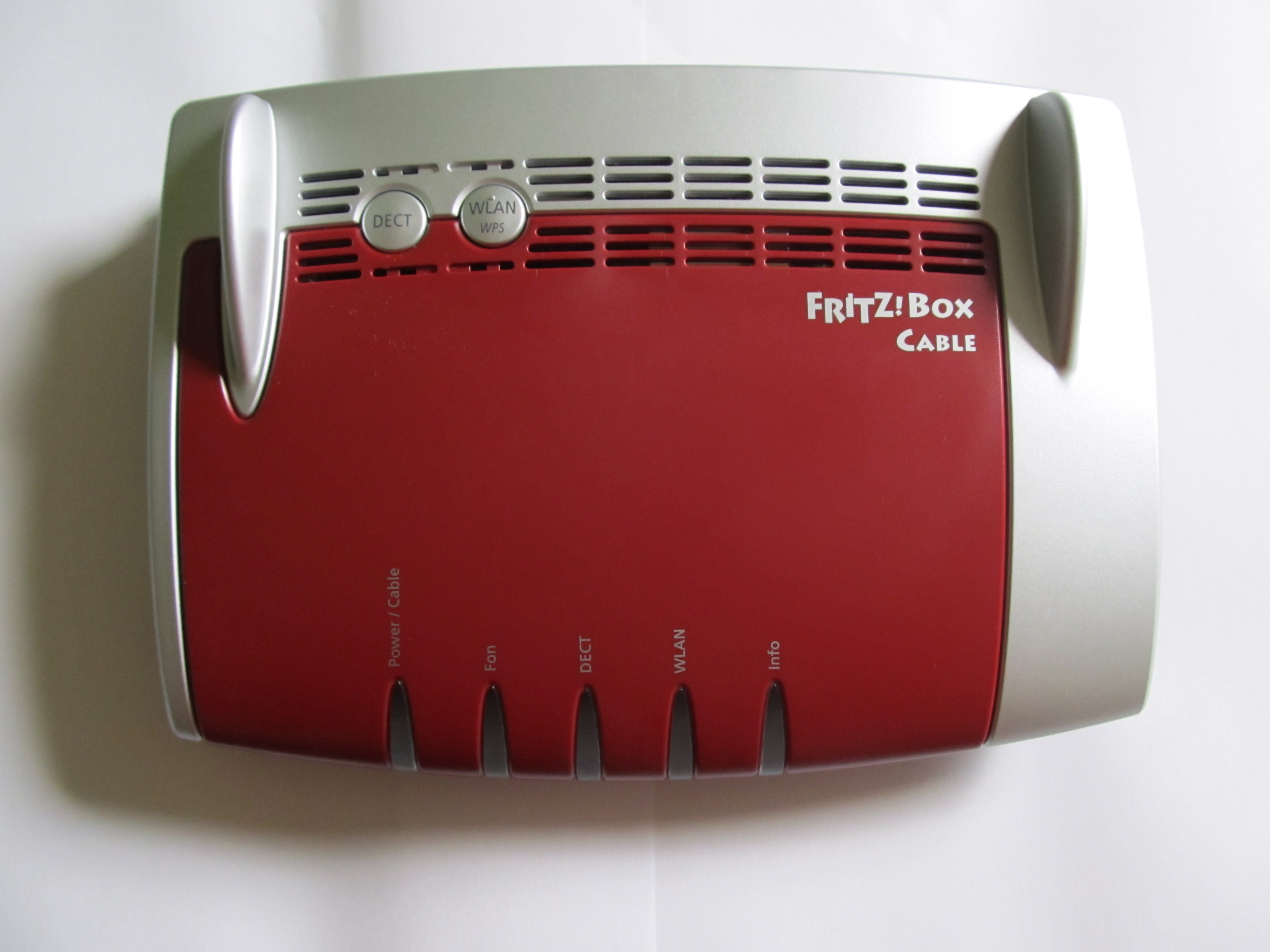
Das Kabelmodem Fritz!Box 6490 Cable

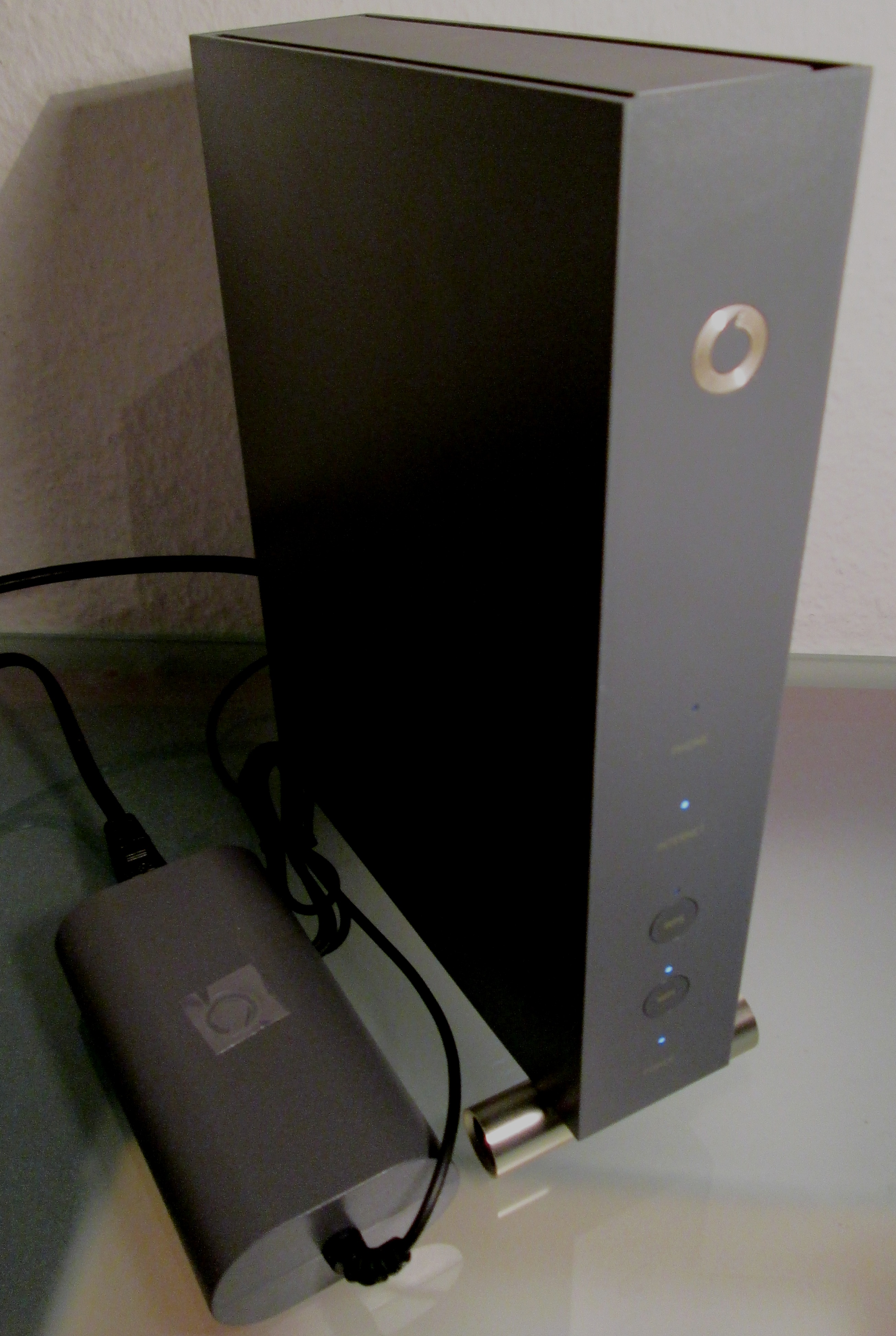
Neues Kabelroutermodem Vodafone-Station mit DOCSIS 3.0 und 3.1 (2019)

Die Kabel Deutschland Holding AG (KD) bietet über das Koaxialkabelnetz keine klassische Festnetz-Telefonie über Analog- oder ISDN-Anschluss bzw. Leitungsweg an, sondern lediglich Voice over Cable bei den reinen Kabelmodems (und manchen Kabelroutermodems) und Voice-over-IP via SIP bei den Fritz!Boxen von AVM an, die neben den Analogports auch mit einer S0-Schnittstelle zum Anschluss von ISDN-Endgeräten ausgestattet ist und außerdem über DECT verfügt. Allerdings ist hierbei zu beachten, dass über den vorhandenen S0-Port an der FRITZ!Box und über das Breitbandkabelnetz von Kabel Deutschland nicht alle ISDN-Dienstmerkmale abgebildet bzw. unterstützt werden. Darüber hinaus erlaubt diese Konfiguration keine leitungstechnische Not- bzw. Fernspeisung, da das CMTS diese Standardfunktion der klassischen Vermittlungsstelle im DSL-Bereich nicht bietet. Dies ist beim Hausnotruf sowie bei Einbruchmeldeanlagen problematisch. Bei Vorhandensein eines Kabelanschlusses, der beispielsweise bereits über die Mietnebenkosten oder das Hausgeld bezahlt wird, ist es möglich breitbandiges Internet und Telefonie über Kabel zu erhalten. Seit Juni 2007 bestand in einem Teil der versorgten Gebäude die Möglichkeit, Internet und Telefon auch ohne bezahlten TV-Kabelanschluss zu erhalten. Die beiden zunächst angebotenen Produkte nannten sich „Kabel Internet“ und „Kabel Phone“. Seit der Übernahme durch Vodafone werden nur noch Kombi-Angebote aus Internet und Telefon angeboten.
Im Unterschied zu einem DSL-Anschluss erfolgt die Internet-Verbindung über den Kabelanschluss und ein Kabelmodem. Voraussetzung ist zudem ein rückkanalfähiger Hausverstärker, der heute in den meisten Kabelhaushalten vorhanden ist. Die notwendige Aufrüstung der Hausinstallation und die Installation des Modems erfolgt bei Kabel Deutschland kostenfrei durch einen Techniker vor Ort beim Kunden.

#### Internet & Telefon
Mit Internet & Telefon sind die Kombitarife gemeint, die einen Internetanschluss mit Internet-Flatrate und einen Telefonanschluss mit Festnetz-Flatrate beinhalten. Sie unterscheiden sich überwiegend bei der angebotenen Leistung der maximalen Download- und Uploadgeschwindigkeit: Der Einstiegstarif Internet & Telefon 10 bis 10 Mbit/s im Download und bis zu 0,6 Mbit/s im Upload, Internet & Telefon 32 bis 32 Mbit/s im Download und bis zu 2 Mbit/s im Upload und Internet & Telefon 100 bis 100 Mbit/s und im Upload bis zu 6 Mbit/s und Internet & Telefon 200 mit Downloadgeschwindigkeiten bis maximal 200 Mbit/s und im Upload bis zu 12 Mbit/s, soweit ein entsprechend modernisiertes Hausnetz vorhanden ist. Alle Tarife sind mit weiteren Optionen zum Beispiel für Mobilfunk- oder Auslandsgespräche kombinierbar.
In den Jahren 2016 bzw. 2017 wurden die Tarife Red Internet & Phone Cable 400 bzw. 500 mit Download/Upload-Geschwindigkeiten von 400/25 bzw. 500/50 Mbit/s eingeführt (abhängig vom Ausbau der örtlichen Infrastruktur).
Einen WLAN-Kabelrouter mit LAN-Anschlüssen und den WLAN-Betrieb gibt es bei allen Tarifen dazu. Im WLAN-Kabelrouter ist das notwendige Kabelmodem bereits integriert. Für den WLAN-Betrieb wurde ein monatlicher Aufpreis verlangt. Er kann auf Wunsch abgeschaltet werden. Auch die Routerfunktion des WLAN-Kabelrouters kann auf Wunsch abgeschaltet werden.
Alternativ kann die angebotene HomeBox FRITZ!Box 6490 mit Anschlussmöglichkeit für ISDN- und DECT-Telefone gemietet werden.
Für Geschäftskunden werden die Tarife Internet & Phone Business Kabel 50, Internet & Phone Business Kabel 100 sowie Internet & Phone Business Kabel 200 angeboten mit den gleichen maximalen Downloadgeschwindigkeiten wie bei den privaten Internet & Telefon-Tarifen sowie 2 Mbit/s, 12 Mbit/s bzw. 25 Mbit/s im Upload. Darüber hinaus ist die FRITZ!Box 6490 („HomeBox“) inklusiv enthalten. Alle Business-Tarife können auch durch verschiedene Zusatzoptionen für Gespräche ins deutsche Mobilfunknetz und in andere Länder individuell angepasst und ergänzt werden. Zudem besteht die Möglichkeit Anbieter eines WLAN-Hotspots zu werden.
Seit Februar 2010 bietet Kabel Deutschland in Hamburg Verträge mit Geschwindigkeiten von bis zu 100 MBit/s Downstream. Seitdem erfolgte ein kontinuierlicher Ausbau der Netzinfrastruktur, so dass Geschwindigkeiten von bis zu 100 MBit/s Downstream mittlerweile beinahe flächendeckend zur Verfügung stehen. Möglich wird diese Datenrate durch Verwendung des Kabelmodem-Standards EuroDocsis 3.0.
Seit Dezember 2013 vermarktet Kabel Deutschland Anschlüsse mit bis zu 200 MBit/s Downstream. Die Vermarktung startete in Mainz. Das Produkt mit der höchsten verfügbaren Downloadrate ist derzeit noch nicht im gesamten Verbreitungsgebiet von Kabel Deutschland verfügbar.
Welches Potential dieser Standard für die nächsten Jahre bietet, zeigten zwei Feldversuche im November 2010 in Hamburg und im Mai 2012 in Schwerin. Im Rahmen des ersten Tests wurde weltweit erstmals eine Übertragungsrate von mehr als 1 Gbit/s (Testergebnis: 1.170 Mbit/s) im Downstream erreicht. „Der Feldversuch wurde an Testanschlüssen in einem Mehrfamilienhaus im Hamburger Kabelnetz von Kabel Deutschland durchgeführt. Die Bandbreiten wurden sowohl auf einem einzelnen Computer als auch im Zuge einer Multiroom-Lösung auf mehreren Rechnern realisiert, die eher der tatsächlichen Nutzung in einem Mehrpersonenhaushalt entspricht.“
Der zweite Feldversuch wurde im Mai 2012 in Schwerin durchgeführt. Dabei wurde sogar eine Geschwindigkeit von 4,7 Gbit/s erreicht, die jedoch derzeit noch jenseits der von haushaltsüblichen Endgeräten unterstützten Bandbreiten liegt.
Seit Dezember 2013 wird größtenteils natives IPv6 als Internet-Übertragungsprotokoll für Neu- und Bestandskunden bereitgestellt.
Welche Anbindungsvariante zur Verfügung steht, hängt im Einzelfall von verschiedenen Faktoren ab:
- Vertragsart und Vertragsbestandteile (z. B. Privatkunde/Geschäftskunde)
- technischer Ausbaustand der letzten Meile (DOCSIS 3.0 bzw. DOCSIS 3.1 notwendig)
- Endgerät beim Kunden (IPv6-Unterstützung notwendig)
- Betriebsart des Endgeräts beim Kunden (Bridge- oder Routerbetrieb)

Je nach Gegebenheit kann die Protokollbereitstellung für den Kunden technisch unterschiedlich aussehen:
- IPv4-only (IPv4 mit Carrier grade „444“ NAT) (z. B. bei älteren Thomson Kabelmodems oder in noch nicht auf DOCSIS 3.0 umgestellten Ausbaugebieten)
- Dual-Stack-Betrieb mit IPv4 (IPv4 mit Carrier Grade „444“ NAT) und IPv6 (z. B. bei Fritzbox Kabelroutern)
- Dual-Stack-Lite-Betrieb mit IPv4 (IPv4 mit Carrier Grade „464“ NAT) und IPv6 (z. B. bei vielen anderen Kabelroutern)

#### Internetanschluss (ohne Telefonie)
Der Einstiegstarif Internetanschluss 20 umfasst für Privatkunden nur einen Breitband-Internetzugang mit Pauschaltarif („Flatrate“) mit bis zu 20 Mbit/s Empfangs- und bis zu 1 Mbit/s Sende-Datenrate inklusive eines Kabelmodems. Optional kann ein WLAN-Kabelrouter und weitere Zusatzoptionen wie Virenschutz-Software, Homepage-Startpaket und Online-Backup (Datensicherung) zugebucht werden. Es ist der einzige reine Internetanschlusstarif bei Vodafone Kabel Deutschland ohne Bündelung mit einem Telefontarif.
Für Geschäftskunden werden noch zwei weitere Tarife angeboten: Internetanschluss Business 32 und Internetanschluss Business 100, die sich in der angebotenen Sende- und Empfangsdatenrate unterscheiden und inklusive WLAN-Kabelrouter angeboten werden.
Den reinen Internetanschluss gibt es seit der Übernahme am 2. September 2015 von Vodafone nicht mehr.

#### Telefonanschluss (ohne Internet)
Der Tarif „Festnetz-Telefonanschluss“ umfasst nur die Telefonie ohne Internetzugang. Angeboten wird ein der Festnetztelefonie vergleichbarer NGN-Anschluss mit zwei Telefonleitungen und einer Telefon-Flatrate ins deutsche Festnetz, in der die ersten 3 Monate gratis sind und ab dem 4. Monat 9,90 Euro monatlich oder ohne Flatrate 0,029 Euro/Min. kostet. Das erforderliche Kabelmodem wird während der Vertragslaufzeit ohne Aufpreis zur Verfügung gestellt. Verschiedene Zusatzoptionen für Gespräche ins deutsche Mobilfunknetz und in andere Länder können individuell zugebucht werden. Für die Nutzung eines analogen Telefons muss dieses dabei mit einem Analog-Telefon-Adapter verbunden werden. Dieser Adapter ist in dem Kabelmodem bereits integriert, welches an der Kabelfernsehdose angeschlossen wird. Die bisherigen Telefonnummern (bis zu zehn) können mitgenommen (portiert) werden. Die angewandte Technik ist VoC mit einem vom H.323-Audiocodec abgeleiteten Protokoll. Damit bietet KD eine mit herkömmlichen Analog- oder ISDN-Anschlüssen vergleichbare Dienstgüte an, die beispielsweise Telefaxverbindungen ermöglicht, ohne das T.38-Faxprotokoll (Fax over IP) unterstützen zu müssen. Kunden, denen das Kabelmodem Thomson THG540 K in Verbindung mit der Homebox (Fritz!Box 7270) oder die Homebox (Fritz!Box 6360) von Kabel Deutschland zur Verfügung gestellt wird, telefonieren dagegen über SIP mit unkomprimiertem G.711-Codec, das ebenfalls ohne T.38-Unterstützung Faxübertragung ermöglicht.

#### Mobile Phone und Internet
Seit Mitte 2009 wurde das Angebot auf den Mobilfunkmarkt ausgeweitet. In Zusammenarbeit mit O2 bot Kabel Deutschland Kunden nun auch einen Mobilfunkvertrag ohne Grundgebühr an. Die Tarife deckten im Basis-Tarif die Gespräche zu Telefon- und Mobilfunkanschlüssen von Kabel Deutschland über eine Festnetz-Flat bis zum Tarif Fair-Flat ab mit Gesprächen zu Telefon- und Mobilfunkanschlüssen von Kabel Deutschland, inklusive 150 Minuten in die deutschen Mobilfunknetze und bis zu 150 SMS in die deutschen Mobilfunknetze, ab der 151. Minute/SMS zum Minutenpreis/Stückpreis von 0,15 Euro je Minute/SMS. Weiterhin gab es als Zusatzoption das Angebot Handy Surf-Flat für Smartphones für den Internetzugang und zum Surfen. Im Tarif Komplett-Flat war eine Festnetz-Flatrate, eine Mobilfunk-Flatrate sowie eine Internet-Flatrate mit einer Downloadgeschwindigkeit bis maximal 7 Mbit/s bei einem Datenvolumen bis 300 MB. Alle Mobilfunktarife hatten keine Mindestvertragslaufzeit mit Ausnahme von Bundle-Angeboten mit überlassenen Smartphones.
Mobile Internettarife ohne Mobilfunk-Telefonie gab es in zwei Tarifen: als Tages-Flat oder Monats-Flat mit bis zu 3.600 Kbit/s Empfangs-Datenrate via „Mobile Internet Stick“ mit SIM-Karte ohne monatlicher Grundgebühr und Mindestumsatz. Ab einer Datennutzung von über 1 GB Datenvolumen innerhalb eines Kalendertags oder von über 5 GB Datenvolumen innerhalb eines Kalendermonats wurde die Übertragungsgeschwindigkeit auf maximal 64 Kbit/s in Sende- und Empfangsrichtung gedrosselt.
Aufgrund der Übernahme von Kabel Deutschland durch die Vodafone Group wurde das Mobilfunkangebot sowie die Zusammenarbeit mit O2 inzwischen eingestellt.

#### Flächendeckendes WLAN (Hotspots)
Im September 2012 kündigte Kabel Deutschland den Aufbau eines flächendeckenden WLAN an. Zunächst sollen Flughäfen und Bahnhöfe mit entsprechenden Basis-Stationen ausgestattet werden, später soll die Abdeckung auch auf dem Land gewährleistet werden. Um eine möglichst hohe Zahl an Zugangspunkten bereitstellen zu können, werden auch die WLAN-Router der Kunden in einen öffentlichen Zugangspunkt umgewandelt werden, wie es bereits bei Fon der Fall ist. In diesem Fall wird ein unabhängiger zweiter Kanal bereitgestellt, der ausschließlich für den sog. Homespot-Service reserviert ist, so dass beim Kunden selbst keine Einschränkungen in der Bandbreite entstehen. Als einer der ersten Netzbetreiber erwägt Kabel Deutschland, den Zugang zum WLAN jedem Nutzer ohne besondere Beschränkungen oder eine Registrierung zu ermöglichen.
Derzeit stehen im Netz von Kabel Deutschland ca. 750.000 Hotspots zur Nutzung zur Verfügung. Dabei können die Kunden an den ca. 4.000 Hotspots auf öffentlichen Plätzen und in Cafés und Restaurants täglich 30 Minuten lang die Hotspots kostenfrei nutzen. Die übrigen „Homespots“ sind lediglich für Kunden nutzbar, die ihren Router für diesen Dienst freischalten. Für einen unlimitierten Zugang zu allen Hotspots ist ein kostenpflichtiger Zugang buchbar. Es stehen an den Homespots bis zu 10 Mbit/s im Download und bis zu 2 Mbit/s im Upload zur Verfügung.
Die Störerhaftung bei seinen Hotspots übernimmt dabei Kabel Deutschland.

### Vertriebskanäle
Der Vertrieb der o. g. Produkte an Endkunden erfolgt bei Kabel Deutschland über verschiedene Vertriebswege.
- Außendienst Endkundenvertrieb (Selbständige Vertriebspartner, Medienberater)
- Außendienst Wohnungswirtschaft (in der Regel über Angestellte bzw. leitende Angestellte der KDG)
- Fernabsatz (Telefon und Internet)
- Handel (Fachgeschäfte, Elektronikmärkte, Shops von Kabel Deutschland selbst und Partnershops)

## Kritik

### Preispolitik
Im März 2007 verlangte Kabel Deutschland von allen Kabelanschluss-Kunden, den Preis für das Paket „digitaler Kabelanschluss“ von 16,90 Euro zu zahlen, auch wenn Kabel Digital Free nicht enthalten war und obwohl der Vertrag dazu keine rechtliche Grundlage bot. Gleichzeitig wurde im Rahmen eines „Treue-Angebotes“ das Paket „digitaler Kabelanschluss“ mit Kabel Digital Free (und einem Monat Kabel Digital Home) zum selben Preis angeboten. Der Preiserhöhung musste schriftlich widersprochen werden, und Kabel Deutschland drohte bei Widerspruch mit Kündigung. Verbraucherschützer befanden, dass der Brief zur Preiserhöhung irreführend und nicht verbraucherfreundlich sei.

### Netzneutralität
Kabel Deutschland hat 2008 nach anfänglicher Kritik und Beobachtungen seitens der Kunden eingeräumt, in den IP-Verkehr der Kunden einzugreifen und Filesharing-Traffic einzubremsen.
Im August 2009 änderte Kabel Deutschland seine AGB und ließ sich das Recht einräumen, nach 10 Gigabyte Gesamt-Traffic pro Tag und Anschluss, Filesharing-Anwendungen auf 100 kbit/s zu beschränken. Neben P2P-Anwendungen betraf das auch One-Click Hoster. Aus technischen Gründen war es Kabel Deutschland dabei nach eigenen Angaben nicht möglich, Altverträge von der Regelung auszunehmen. Gleichzeitig verkündete das Unternehmen, in der Praxis erst ab 60 Gigabyte Gesamt-Traffic bremsen zu wollen. Im Juli 2014 wurde das Unternehmen wegen der Drosselung dazu verurteilt, seine Anschlüsse nicht mehr als Flatrate zu vermarkten. Die Regelung wurde 2014 auch auf Altverträge ausgedehnt. Ab Ende 2015 begann Kabel Deutschland, Filesharing bereits nach 10 Gigabyte Gesamt-Traffic zu drosseln. Nach intensiver Berichterstattung ruderte das Unternehmen kurz darauf zurück und stellte die Drosselung komplett ein, teilte aber mit, nicht die Absicht zu haben, die AGB entsprechend zu ändern.

### Weitergabe von Kundendaten
Im März 2009 wurde öffentlich, dass Kabel Deutschland über „Telefonverkäufer“ wie die Condor Media AG Kundendatensätze an externe Callcenter weitergegeben hat, um diese für die neuen Angebote Kabel Deutschlands werben zu lassen. Die Weitergabe erfolgte über unverschlüsselte, per E-Mail versandte Excel-Tabellen.
Das Unternehmen hatte neben dem eigenen auch externe Call-Center beauftragt, alle 9,1 Millionen Kabelnetzkunden anzurufen und für einen Internet- und Telefondienst per Kabel zu gewinnen. Der Auftrag war so groß, dass einige Call-Center weitere Subunternehmen beauftragten. Die Kundendaten kursierten inzwischen im In- und Ausland, sodass die Kunden von Kabel Deutschland immer wieder von Werbern angerufen wurden. Als Reaktion auf den Skandal wurden die Verträge mit „auffälligen Callcentern“ gekündigt und das Telefonmarketing stark eingeschränkt.

### Werbung
Das Unternehmen steht auch in der Kritik, mit teils fragwürdigen Methoden (wie bspw. der Simulation eines Einschreibens) und durch regelmäßige Zusendung der Werbebriefe in kurzem Abstand, zu arbeiten. Dazu werden regelmäßig aus verschiedenen Quellen Adressdaten zugekauft.
Zudem nutzt das Unternehmen vielfach Vertreter für Haustürgeschäfte, bei welchen den Kunden beispielsweise vorgegeben wird, der Vertreter müsse nur kurz den Anschluss überprüfen, um dann Verträge des Unternehmens anzubieten. Ende Mai 2020 wurde es durch eine offizielle Warnung seitens der Verbraucherzentrale Hamburg nochmals verdeutlicht, die explizit vor untergeschobener Verträge einerseits durch vermeintliche Servicetechniker direkt an der Haustür sowie der Vodafone-Hotline warnte. Vodafone teilte auf Nachfrage als Stellungnahme mit, dass man die in Frage kommenden Vertreter oder Mitarbeiter von Fachhändlern oder Vertriebsfirmen abmahnt oder entlassen würde.
2019 verhängte die Bundesnetzagentur gegen Vodafone Kabel Deutschland ein Bußgeld in Höhe von 100.000 Euro. Dem Unternehmen wird „unerlaubte Telefonwerbung“ vorgeworfen (§ 7 UWG).

### Sicherheitslücken in Routern
In den von Kabel Deutschland an Kunden ausgegebenen Modemroutern gab es mehrere schwerwiegende Sicherheitslücken. So wurde im Oktober 2015 bekannt, dass bis zu 1,3 Millionen Router anfällig gegen Angriffe über die WLAN-Funktion sind. Im Dezember 2015 wurde bekannt, dass das interne Wartungsnetz von Kabel Deutschland für alle Kunden kaum gesichert offen stand, so dass die Manipulation und Überwachung beliebiger anderer Anschlüsse im Netz möglich gewesen wäre.

### Technisch bedingte Fehlregionalisierungen in Nähe der Landesgrenzen
Im baden-württembergischen Riesbürg, welches am Vodafone Kabel Deutschland-Netz hängt, wird SWR Fernsehen Baden-Württemberg nur in HD eingespeist, während die Programmversion für Rheinland-Pfalz auch in SD eingespeist wird. Da am 12. Januar 2021 die SD-Verbreitung der ARD-Fernsehprogramme über Satellit abgeschaltet wird, wird die SD-Version von SWR Fernsehen BW nicht mehr in dieses Netz zurückkehren.
Im mecklenburg-vorpommerischen Lüdersdorf wird NDR Fernsehen Mecklenburg-Vorpommern nicht eingespeist, während die Programmversionen für Hamburg (nur in HD) und Schleswig-Holstein (in HD und SD) eingespeist werden.
Im nordrhein-westfälischen Lügde, wo die Lokalzeit aus Bielefeld zuständig ist, wird nur die Lokalzeit aus Köln eingespeist. Eine Besserung wird es wohl erst mit der ARD-SD-Abschaltung über Satellit geben.